# NGC 6780
NGC 6780 (другие обозначения — PGC 63151, ESO 184-62, AM 1918-555, IRAS19187-5552) — спиральная галактика с перемычкой (SBc) в созвездии Телескоп.
Этот объект входит в число перечисленных в оригинальной редакции «Нового общего каталога».